# Estadi Ruta de la Plata
L'Estadi Ruta de la Plata és a la ciutat de Zamora, capital de la província de Zamora. Té una capacitat de 7.813 espectadors i fou inaugurat el dia 1 de setembre de 2002, amb el partit Zamora C.F. 1-1 C.D. Ourense.
De propietat municipal és la seu habitual dels partits del Zamora Club de Fútbol. El complex té també dos camps de gespa artificial i un camp de gespa natural, els quals fan servir els equips del planter del Zamora C.F.
Es va construir per substituir l'antic camp del Zamora C.F., La Vaguada, que tot i que només tenia quinze anys d'antiguitat, havia quedat obsolet en molts aspectes, entre d'altres, la seva capacitat molt escassa (4.000 espectadors) i les seves mediocres instal·lacions.
Fou la seu, el dia 1 d'abril de 2003, d'un partit de seleccions classificatori per a l'Europeu Sub-21 entre Espanya sub-21 i Armènia Sub-21, amb el resultat de 5-0 per Espanya.